# Montfortanen
De Montfortanen of Gezelschap van Maria (Latijn: Societas Mariae Montfortana; afgekort: SMM) is een katholieke congregatie.

## De stichter
Deze orde is opgericht door Louis-Marie Grignion de Montfort (1673-1716). Hij werd in 1700 tot priester gewijd. In 1703 richtte hij, samen met Marie-Louise Trichet, een vrouwelijke congregatie op, de Dochters der Wijsheid (Filles de la Sagesse). In 1705 richtte hij met een aantal priesters het Gezelschap van Maria (Compagnie de Marie) op, dat bekend zou worden als de Montfortanen. Deze congregatie hield zich bezig met missioneringsarbeid op het platteland van West-Frankrijk. Het zwaartepunt van Louis-Maries werkzaamheden lag dan ook in Saint-Laurent-sur-Sèvre, in de Vendée, wat een relatief achtergebleven gebied was. Paus Johannes-Paulus II koos de leuze van de heilige Montfort tot zijn wapenleuze: "Geheel de Uwe". Hij liet een beeld van de heilige in de Sint-Pietersbasiliek plaatsen.
Na de dood van Louis-Marie splitsten de Broeders van Sint-Gabriël zich af als zelfstandige congregatie.

## Werk in Frankrijk en verspreiding daarbuiten
Oorspronkelijk bestreden de Montfortanen het Jansenisme en propageerden ze de Mariaverering. Men schrijft de congregatie toe dat ze de Vendée vrij van ketterij gehouden heeft. De Franse Revolutie leidde tot een opstand in de Vendée waarbij honderdduizenden slachtoffers vielen. De congregatie telden zeven slachtoffers.
In 1821 werd de gemeenschap der Montfortanen gereorganiseerd en vanaf 1855 werden missionarissen opgeleid voor arbeid in het buitenland, in de eerste plaats in Haïti. In 1880 en 1901 werden, als gevolg van de seculariseringscampagne, de Montfortanen uit Frankrijk uitgewezen. Dit leidde tot hun verbreiding in Nederland, waar een noviciaat en een school werden gevestigd, onder meer te Schimmert. Ook in Canada kwam in 1883 een vestiging. Na de zaligverklaring van Louis-Marie de Montfort in 1888 nam de belangstelling voor de congregatie verder toe. Er kwamen meer scholen en ook kwam er meer missie-arbeid in het buitenland, onder meer in Nyassaland hadden zij veel invloed.
De Montfortanen telden in 2004 710 priesters en 1001 mannelijke religieuzen, verspreid over een dertigtal landen. De Dochters van de Wijsheid telden toen 2500 leden.

## Vestigingen in de Benelux

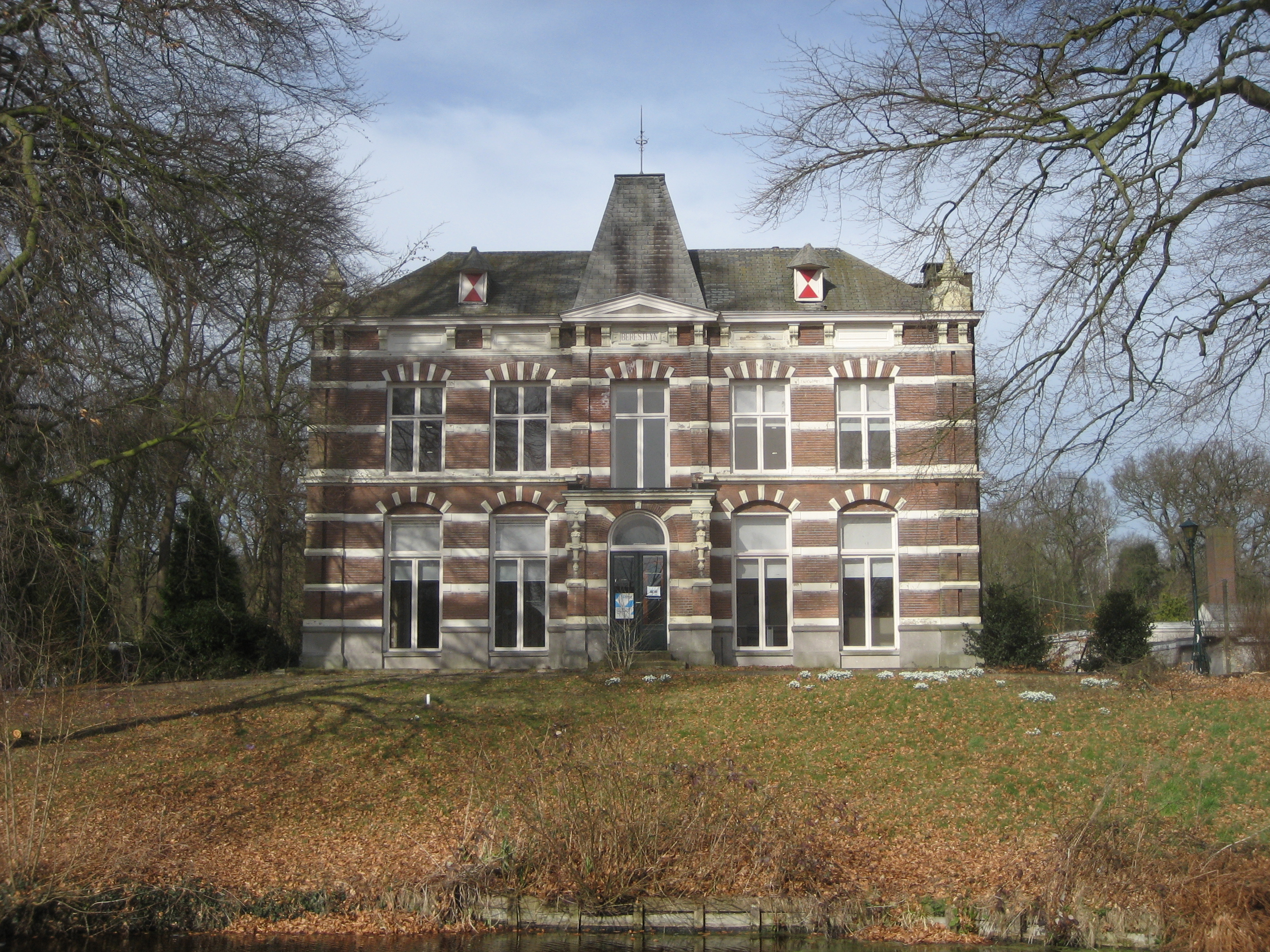
Beresteyn in Voorschoten

In België zijn er vestigingen van de Montfortanen in Leuven/Kessel-Lo, Genk (Bret) en Vloesberg.
In Nederland zijn of waren er vestigingen te Schimmert (1881), Oirschot (1903) en Voorschoten (1954). In Oirschot vestigden de Montfortanen zich in een klooster dat zich bevond in Kasteel Oud Beijsterveld. In 2011 verlieten de laatste paters dit klooster. In 1954 werd Huize Beresteyn te Voorschoten aangekocht om als kleinseminarie te fungeren voor de steeds toenemende stroom van jeugdige kandidaten. Deze instelling werd in 2001 opgeheven. 
De montfortanen beheerden de Heilig Landstichting te Nijmegen. Er waren in Nederland in totaal iets meer dan 1.000 leden en er zijn 500 missionarissen naar het buitenland gezonden. In 1981 werd de laatste Montfortaan gewijd, namelijk André Laurier. In 2006 waren er nog 80 leden, waarvan de meeste hoogbejaard. In Houthem bevindt zich het rusthuis Vroenhof, met de voormalige Sint-Martinuskerk als kloosterkapel.

## Bekende Montfortanen
- Louis-Marie Grignion de Montfort (1673-1716, Ordestichter)
- Jan Theunissen (1905-1979)
- Hendrik Hubert Frehen (1917-1986)
- Phil Bosmans (1922-2012)
- Mathijs Schoffeleers (1928-2011)
- André Laurier (1944-2004)
- Rui Manuel Sousa Valério (1964)